# عثماني (نسيج)

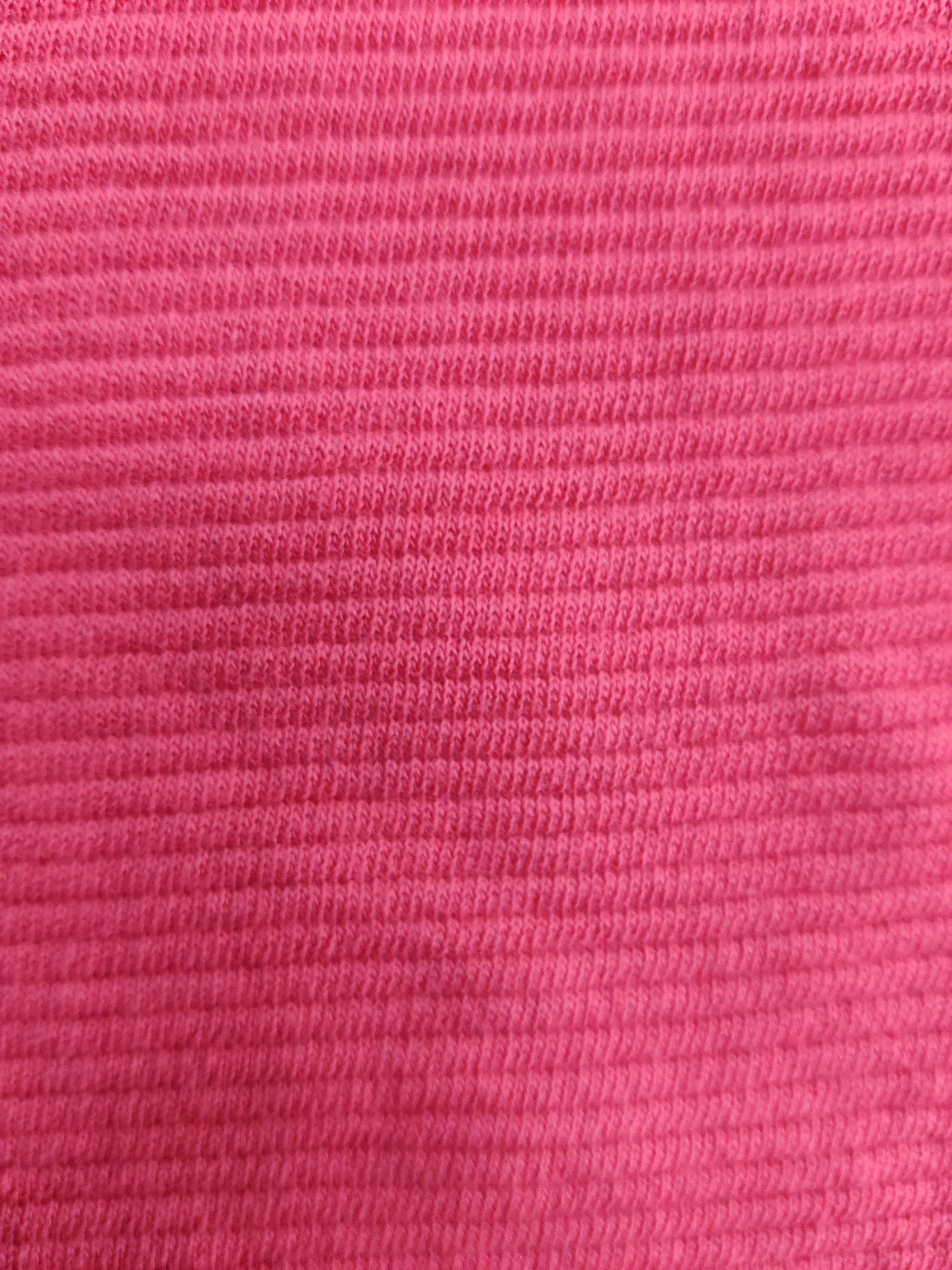
قماش مضلع عثماني محبوك.

العُثمانيّ هو نسيج مضلع بالعرض مع «أضلاع» بارزة ومرتفعة على طول اللحمة. يُعرف العثماني بأنه قماش حبالي، يستخدم خيوطاً سميكة في اللحمة أكثر من السداة لإنشاء خطوط بارزة تمتد عبر عرض القماش.
يمكن أن يكون العثماني محبوكاً أو منسوجاً، وينتج أقمشة صلبة ثقيلة الوزن؛ يتميز العثماني المحبوك ببُنية ضلع عرضي.